# دهیپیتیا
دهیپیتیا (به لاتین: Dehipitiya) یک منطقهٔ مسکونی در سری‌لانکا است که در استان مرکزی (سری‌لانکا) واقع شده‌است.